# Dendrochilum flexuosum
Dendrochilum flexuosum är en orkidéart som beskrevs av Henrik Aerenlund Pedersen. Dendrochilum flexuosum ingår i släktet Dendrochilum och familjen orkidéer.
Artens utbredningsområde är Filippinerna. Inga underarter finns listade i Catalogue of Life.